# Округ Џуел (Канзас)
Округ Џуел (енгл. Jewell County) је округ у америчкој савезној држави Канзас. По попису из 2010. године број становника је 3.077. Седиште округа је град Манкејто.

## Демографија
Према попису становништва из 2010. у округу је живело 3.077 становника, што је 714 (18,8%) становника мање него 2000. године.
| Група             | 2000.         | 2010.         |
| Белци             | 3.723 (98,2%) | 2.959 (96,2%) |
| Афроамериканци    | 1 (0,0%)      | 5 (0,2%)      |
| Азијати           | 2 (0,1%)      | 6 (0,2%)      |
| Хиспаноамериканци | 27 (0,7%)     | 63 (2,0%)     |
| Укупно            | 3.791         | 3.077         |